# Conus litoglyphus
Espèce
Synonymes
- Strategoconus litoglyphus (Hwass in Bruguière, 1792)

Conus litoglyphus, communément appelé le Cône lithographique, est une espèce d'escargots de mer prédateurs ou mollusques gastéropodes marins de la famille des Conidae présente dans le bassin Indo-Pacifique.
Comme toutes les espèces du genre Conus, ces escargots sont prédateurs et venimeux. Ils sont capables de « piquer » les humains et doivent donc être manipulés avec précaution, voire pas du tout.

## Systématique
L'espèce Conus litoglyphus a été  décrite en 1792 par le conchyliologiste danois Christian Hee Hwass (1731-1803) dans une publication faite par le naturaliste français Jean-Guillaume Bruguière (1750-1798) et ce sur la base de données d'analyses faites par le malacologiste et diplomate allemand Friedrich Christian Meuschen (d) (1719-1800). 

## Synonymes
- Conus (Strategoconus) litoglyphus Hwass in Bruguière, 1792
- Conus albomaculatus G. B. Sowerby II, 1841
- Conus bicolor G. B. Sowerby I, 1833 (March)
- Conus carpenteri Crosse, 1865
- Conus inermis Tinker, 1952
- Conus lacinulatus Kiener, 1845
- Conus seychellensis Nevill & Nevill, 1874
- Conus subcapitaneus Link, 1807
- Cucullus cinamomeus Röding, 1798
- Cucullus orleanus Röding, 1798
- Rhizoconus seychellensis Nevill & Nevill, 1874
- Strategoconus litoglyphus (Hwass in Bruguière, 1792)[1]

## Description de la coquille
La taille d'une coquille adulte varie entre 35 mm et 75 mm. Elle est épaisse  avec une spire basse. L'extrémité antérieure de son verticille porte cinq rangées de petits granules. Elle est de couleur brun foncé ou rouge avec une bande crème tachetée autour du haut et a mi-hauteur du verticille. L'ouverture est étroite et blanche, avec une coloration brune à l'extrémité antérieure.

## Distribution
Il s'agit d'une espèce indo-pacifique, présente en mer Rouge et dans l'océan Indien au large d'Aldabra, des Chagos, du bassin des Mascareignes et de l'île Maurice.

## Exemples de coloration de la coquille

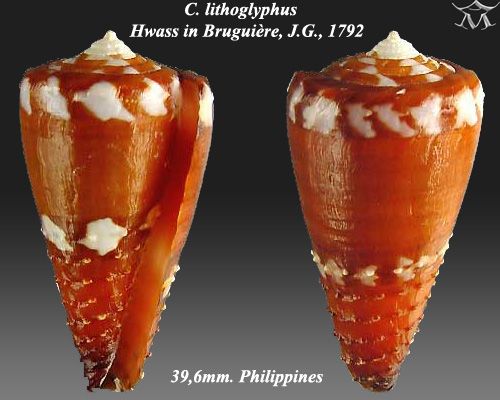
Conus litoglyphus Hwass in Bruguière, JG, 1792
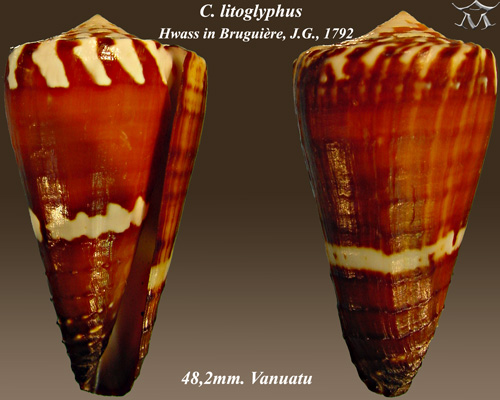
Conus litoglyphus Hwass in Bruguière, JG, 1792
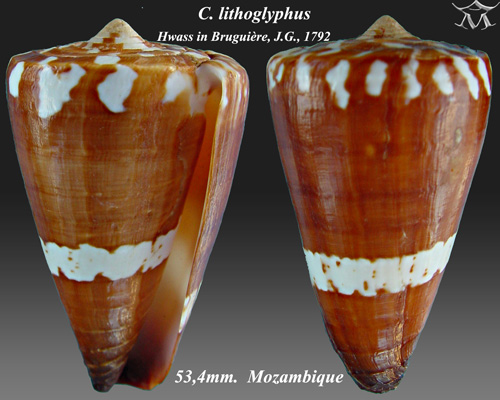
Conus litoglyphus Hwass in Bruguière, JG, 1792
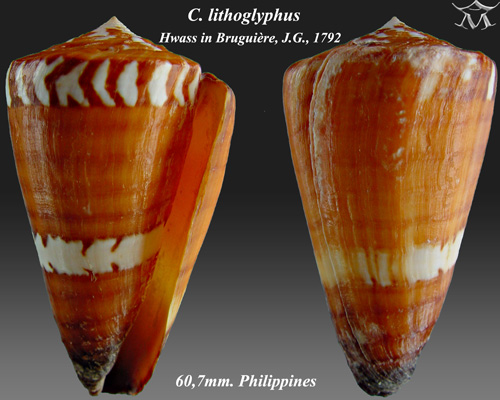
Conus litoglyphus Hwass in Bruguière, JG, 1792

### Publication originale
- (en) J-G. Bruguière, Encyclopédie Méthodique ou par ordre de matières. Histoire naturelle des vers, vol. 1, Paris, Panckoucke, février 1792, 757 p. (lire en ligne), p. 692-693.